# Lubna Olayan
Née en 1955, Lubna Olayan est une femme d'affaires saoudienne.

## Études
- BOA - Licence en agriculture (université Cornell)[2]
- MBA (université de l'Indiana)[3]

## Olayan Group
Elle succède en 2002 à son défunt père, Sulaiman Olayan,et devient PDG du conglomérat Olayan Group.

## Prix et reconnaissances
En 2014, elle est parmi les femmes les plus influentes au monde selon un classement de Forbes.